# Karel Stamic
Karel Stamic (Carl Philipp Stamitz) (7. května 1745 Mannheim – 9. listopadu 1801 Jena), starší syn slavného českého skladatele a virtuóza Jana Václava Stamice se narodil a žil v cizině. Hudební skladatel, dirigent a houslový virtuóz je představitelem druhé generace mannheimské školy.

## Život
Od dětství byl virtuózním hudebníkem. Jeho prvním učitelem byl otec, který však zemřel, když bylo Karlovi dvanáct let. Další hudební vzdělání mu poskytli známí mannheimští kapelníci a především český skladatel František Xaver Richter.
Již v sedmnácti letech působil jako druhý houslista proslulého mannheimského orchestru, ale ovládal i řadu dalších nástrojů. V roce 1770 odešel do Paříže, kde byl jmenován dvorním skladatelem vévody Louise Noailleského. V následujících třech letech s ním vystupoval na koncertech v Concert Spirituel také jeho mladší bratr Antonín. V roce 1772 složil svou první symfonii ve Versailles, kde v té době pobýval.  Vynikl ve hře na housle, violu a violu d’amour, ale byl také plodným skladatelem. Stal se žádaným koncertním umělcem a často vystupoval v různých evropských městech: Vídeň, Frankfurt, Augsburg, Štrasburk.
V letech 1777-1779 působil Karel Stamic v Londýně a potom až do roku 1785 v Haagu, kde vystupoval jako houslový sólista na dvoře Viléma V. Oranžského. V roce 1785 koncertoval v Hamburku a Lübecku, o rok později v Lipsku a Berlíně, kde dirigoval Händelovo oratorium Mesiáš.  V roce 1787 byl krátce kapelníkem u knížete Hohenlohe-Schillingsfürsta a v letech 1787-1790 působil jako dirigent v Kasselu.
Roku 1789 se oženil s Marií Josefou Pilzovou a usadili se v Greizu. Měli čtyři děti, ale všechny zemřely velmi brzy. Starost o rodinu vedla k omezení koncertních cest, Stamic se marně pokoušel získat stálé místo. Vydělával si svými kompozicemi pro dvorní orchestry a příležitostnými koncerty. 
Od roku 1794 byl dirigentem orchestru a učitelem na univerzitě v Jeně, kde také zemřel.

## Dílo
Jeho skladatelská práce obsahuje především kompozice sonátové formy, kterou ovládal s velkou suverenitou (v tomto smyslu byl pokračovatelem odkazu svého otce, který byl objevitelem její klasické cyklické formy). Témata jsou zpracovávána s maximální zpěvností.
Hlavní těžiště jeho obsáhlé tvorby je v symfonii a koncertních skladbách. Složil přes 50 symfonií a 38 koncertantních symfonií.  Byl velmi dobrý improvizátor, ale mnohá témata se v jeho díle opakují, takže se zdá, že se spíše jedná vždy o několik variant jedné skladby. Některé jeho skladby byly dokonce pokládány za díla jeho otce. K nejpozoruhodnějším jeho dílům patří koncertantní symfonie, které v sobě slučují skladatelskou a hudebnickou invenci (např. Koncertantní symfonie D dur pro orchestr nebo Koncertantní symfonie F dur pro 7 nástrojů). Karel Stamic napsal více než 60 koncertů pro poměrně široké spektrum sólových nástrojů, mnohé z těchto děl se však nedochovaly. Mezi nejznámější díla patří klarinetové koncerty, komponované přibližně v období let 1770–1790. Karel Stamic je složil pro svého přítele, klarinetového virtuóza Johanna Josepha Beera, který pocházel z Litoměřic.  Jako vynikající virtuóz na violu d’amour napsal pro tento nástroj tři koncerty a několik sonát, z nichž nejznámější je Sonata in D major pro violu d’amour a housle nebo violu.

Výběr skladeb
- opery (ztraceny)
- 11 koncertů pro klarinet a orchestr
- 1 koncert pro hoboj a orchestr
- 15 koncertů pro housle a orchestr
- 1 koncert pro violu a orchestr
- 7 koncertů pro flétnu a orchestr
- 4 koncerty pro violoncello a orchestr
- 80 symfonií
- Triové sonáty
- 6 smyčcových kvartetů op.14
- 12 smyčcovýcg trií op.16
- 6 duet pro housle a violoncello op.19
- 19 pro housle a violu
- 7 koncertů pro fagot a orchestr
- 1 koncert pro basetový roh a orchestr
- 3 koncerty pro lesní roh (ztraceny)